# عداء الليل (شخصية خيالية)
عداء الليل (بالإنجليزية: Nightrunner)‏ هو شخصية خيالية تم إنشاؤها بواسطة ديفيد هاين وكايل هيغنز الناشر دي سي كومكس. وهو بطل خارق في الكتب الهزلية, الظهور الأول للشخصية كان في ديتكتيف كومكس السنوي #12 (فبراير) 2011. يبلغ من العمر 22 عاماً مواطن فرنسي ذو أصل جزائري مسلم-سني وهو يعيش في كليشي سو بوا في الضاحية الشرقية من باريس، فرنسا. يتم تجنيده من قبل بروس واين وديك جريسون في اتحاد باتمان  كباتمان باريس, Le Batman Of France.

## تاريخ النشر
تم تقديم عداء الليل في قصة ذات-جزئين التي امتدت من ديتكتيف كومكس السنوي رقم 12 و باتمان السنوي #28 في كانون الأول / ديسمبر 2010 (تاريخ-الغلاف فبراير / شباط 2011). ديفيد هاين ابتكر عداء الليل كمرآة أجتماعية وسياسية للأوضاع الحالية الجارية في المشاريع الفرنسية من كليشي سو بوا.

## سيرة الشخصية الخيالية
بلال الصلاح فرنسية-جزائري تمت تربيته من قبل أم عزباء في ضواحي باريس، فرنسا. في عيد ميلاد بلال الـ 16 تم القبض عليه هو وصديقه عارف في منتصف الأحتجاجات الفرنسية-الإسلامية، على الرغم من سلميتها، وتعرض للضرب بلا رحمة من قبل قوات الشرطة. بعد شفائهما، عارف أعطى بلال هدية تحتوي موسيقى ليني أوربانا، ممثل الشعب المسلم في فرنسا في المناطق الحضرية، حث بلال للأستماع إلى كلماته. في تلك الليلة قتل عارف على يد رجال الشرطة بعد أن أضرم النار في مركز الشرطة. بعد سماع خبر وفاة صديقه بلال يتغير إلى الأبد. على الرغم من تعاطفه مع المتظاهرين، وجد أخطاءاً من كلا الجانبين وقرر إتخاذ أشارة من أصول باتمان: أصبحت رمزاً، دون عنصرية أو تحيز ديني. وهو متفوق بالباركور والركض الحر، ارتدى قناع عداء الليل من أجل مساعدة الناس وتحقيق العدالة في كليشي سو بوا.
ويساعد باتمان بالأطاحة بخاتم عبودية-الأطفال.

## وصلات خارجية
- عداء الليل في ويكي دي سي كوميكس